# Le Lundi au soleil
Singles de Claude François
Quand l'épicier ouvre sa boutique
(1972) Celui qui reste
(1973)
Pistes de Le Lundi au soleil
Ninna Nanna
Le Lundi au soleil est une chanson chantée par Claude François en 1972. Elle ouvre l'album du même nom. Le Lundi au soleil est un immense succès. La musique a été composée par Patrick Juvet et les paroles coécrites par Frank Thomas et Jean-Michel Rivat.

## Historique et reprises
La direction d'orchestre et les arrangements sont de Jean-Claude Petit. Claude enregistre sa voix le 27 septembre 1972 dans la soirée, ce même jour il enregistre également Belinda. L'enregistrement se déroule dans le studio CBE, rue Championnet à Paris aux côtés de Bernard Estardy.
Le Lundi au soleil est aussi adapté en espagnol sous le titre Es el amor de verdad.
Le titre devait s'intituler, au départ La maman rossignol. Pas convaincu du texte, Claude demanda d'autres paroles en référence au fameux Blue Monday anglais.
Lorsqu'il se trouve au premier étage des bureaux de Flèche, boulevard Exelmans à Paris, Claude François entend le début d'une chanson jouée au piano par Patrick Juvet venu proposer son œuvre. Immédiatement, il sent que celle-ci a le potentiel pour en faire un succès et descend rapidement rencontrer le jeune homme,.
Le 45 tours se vend à plus de 600 000 exemplaires. Cette chanson figure dans la liste des cinq chansons de Claude François préférées des Français.
Claude François et les Clodettes créent à cette occasion une chorégraphie à base de petits pas sautillants et de moulinets avec les avant-bras, chorégraphie reprise dans les boîtes de nuit pendant des années.
En 1973, Patrick Juvet en a sorti une version anglaise dont les paroles sont de Berry Christopher, I Will Be In L.A, en face B de son 45 tours Sonia. En 1977, Claude François a aussi sorti une version anglaise de ce titre, intitulée Monday Morning Again (paroles de Norman Newell).
Le titre est repris dans la comédie musicale Belles belles belles. Rendant hommage aux titres de Claude François, elle est créée en 2003 par des collaborateurs du chanteur tels Daniel Moyne, Jean-Pierre Bourtayre et Gérard Louvin,,,.
Il existe également une version japonaise de la chanson.

## Liste des titres
| No | Titre                                   | Auteur                                         | Durée |
| -- | --------------------------------------- | ---------------------------------------------- | ----- |
| 1. | Le Lundi au soleil                      | Jean-Michel Rivat, Frank Thomas, Patrick Juvet | 2:57  |
| 2. | Belinda (Titre original : Miss Belinda) | Des Parton                                     | 2:39  |

## Classements

### Classements hebdomadaires
| Classement (1972-1973)                  | Meilleure position |
| --------------------------------------- | ------------------ |
| Belgique (Wallonie Ultratop 50 Singles) | 3                  |
| Belgique (Wallonie Ventes)              | 5                  |
| France (IFOP)                           | 1                  |
| Suisse (Suisse romande Ventes)          | 1                  |